# Non serviam

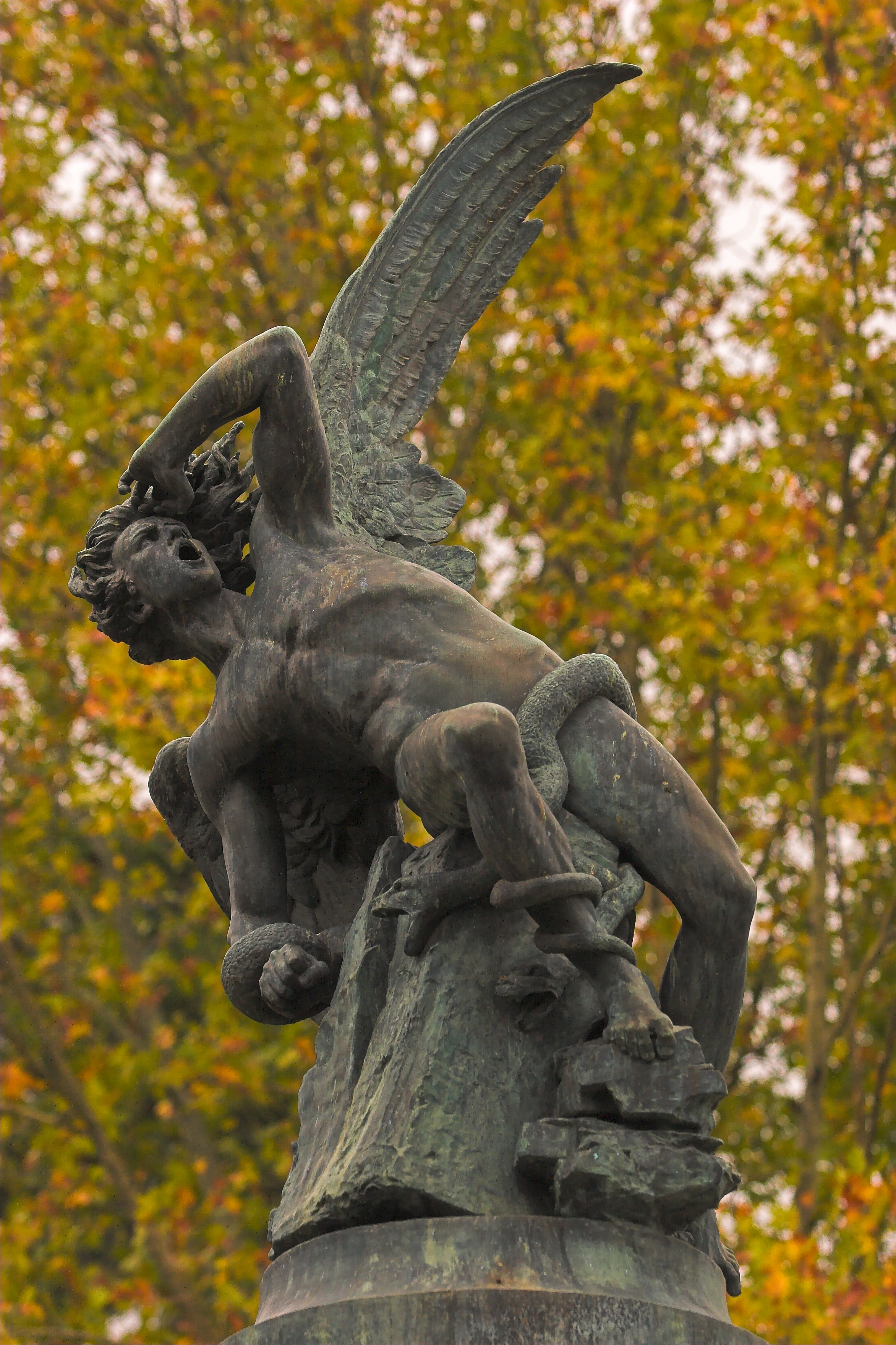
Escultura de El Ángel Caído, en el Parque del Retiro de Madrid (España). Realizada en 1877 y fundida en bronce con motivo de la Exposición Universal de París. Obra de Ricardo Bellver

La expresión latina Non serviam equivale a "no serviré". La frase se atribuye generalmente a Lucifer, quien se dice que pronunció estas palabras para expresar el rechazo a servir a Dios en el reino celestial. 
Hoy en día non serviam también se usa o conoce como lema por un número de grupos políticos, culturales y religiosos para expresar disconformidad o una opinión radical contra las creencias comunes y las estructuras organizativas aceptadas por la mayoría.

## Origen
No existen referencias bíblicas sobre la caída de Lucifer que citen textualmente estas palabras.
Sin embargo, en la Vulgata (la traducción de la Biblia realizada por Jerónimo de Estridón [340-420]), el profeta Jeremías (626-586 a. C.) lamenta que el pueblo de Israel pronuncie «non serviam» para expresar su rechazo de Dios y el pecado capital de la soberbia.
En los tiempos modernos, los escritores del modernismo anglosajón utilizaron non serviam como expresión radical, aunque no limitada exclusivamente a cuestiones religiosas.

## En la cultura
- En la novela Retrato del artista adolescente (1914) de James Joyce (1882-1941), el personaje del padre Arnall usa la frase non serviam para caracterizar el pecado de Lucifer, en alusión a la afirmación de éste de non serviam a Dios, de El paraíso perdido (1667), de John Milton (1608-1674), donde el ángel caído Mammon afirma que «es mejor reinar en el infierno que servir en el cielo». 
 El protagonista, Stephen Dedalus, se hace eco de Lucifer en su decisión de adoptar una vida artística, diciendo a su amigo Cranly: «No serviré más a aquello en lo que no creo, ya se llame mi hogar, mi patria o mi iglesia».[2] 
 Eamonn Hughes sostiene que Joyce enfoca dialécticamente el asunto, tanto asintiendo y negando, de manera que Stephen de algún modo se contradice.[3]
- En 1914, el escritor chileno Vicente Huidobro leyó un manifiesto creacionista en Santiago de Chile en el que rechazaba seguir la naturaleza.[4]
- Stephen repite la frase «non serviam» en la novela Ulises (1922), de James Joyce, en el transcurso de la escena con su madre muerta.[5][6]
- Non serviam (1945) es el título de un libro de poesía del poeta sueco Gunnar Ekelöf (1907-1968).
- El libro Vacío perfecto (1971) del escritor polaco de ciencia ficción Stanislaw Lem (1921-2006), es una colección de reseñas de libros inexistentes, uno de los cuales lleva por título Non serviam.
- «Non serviam» es el lema de la protagonista de la novela The bushwacked piano (1971), de Thomas McGuane (1939-).
- En la trilogía de ciencia ficción The illuminatus! (1975), de Robert Anton Wilson (1932-2007) y Robert Shea (1933-1994), el personaje Hagbard Celine utiliza esta frase para expresar su rechazo a (entre otras cosas) pagar los impuestos.
- Non serviam (1994) es el título de un álbum de la banda griega de black metal, Rotting Christ (1987-).
- Non Servium (sic, por Non Serviam) es el nombre de un grupo de música punk rock creado en 1997 en Móstoles (Madrid).
- "Non serviam" es el colofón de la colección Sic de la editorial Melusina (España, 2002-).
- Non serviam es el título de un poema del poeta mexicano Jorge Fernández Granados (1965-).
- En el film de Martin Scorsese The Departed (2006), el personaje que incorpora Jack Nicholson (Frank Costello) utiliza el término «non serviam» para resumir sus teorías criminales, sobre independencia y liderazgo, a su joven ayudante Colin Sullivan. Costello se impresiona cuando Colin rápidamente atribuye el término a Joyce.
- El término «non serviam» aparece en la novela Matters of honor (2007), del polaco Louis Begley (1933-).
- En la saga Cazadores de sombras (2007-2014) de la escritora estadounidense Cassandra Clare, Valentine Morgenstern usa la frase «non serviam» como motto contra La Clave, y suele compararse con el Satán de John Milton.
- El término «non serviam» aparece en la novela Barbelo’s blood (2009), de Joseph Ferri.
- El término «non serviam» aparece en la serie Godkiller: Walk Among Us (2010).
- Non serviam es el título de un poema del poeta mexicano Carlos de la Cruz (1986-).

## Discusión bíblica
El original frase hebrea es לֹא אעבוד [lô e’ĕvôd].
Algunas Biblias inglesas tradujeron el hebreo lô e’ĕvôd como ‘no transgrediré’, lo que parece ser una lectura alternativa de algunos manuscritos.
Esto es más probablemente un error de algún escriba israelita, porque la diferencia entre עבד (‘servir’ ) y עבר (‘transgredir’) es tan pequeña que para los copistas sería fácil confundir los términos.
La mayoría de las traducciones modernas literales en inglés (como la Revised Standard Version) prefieren ‘servir’ a ‘transgredir’ por motivos contextuales («no servir [a Dios]» expresa el pecado de la soberbia, mientras que «no transgredir [las leyes de Dios]» sería una virtud).